# Pain d'épices de Toruń

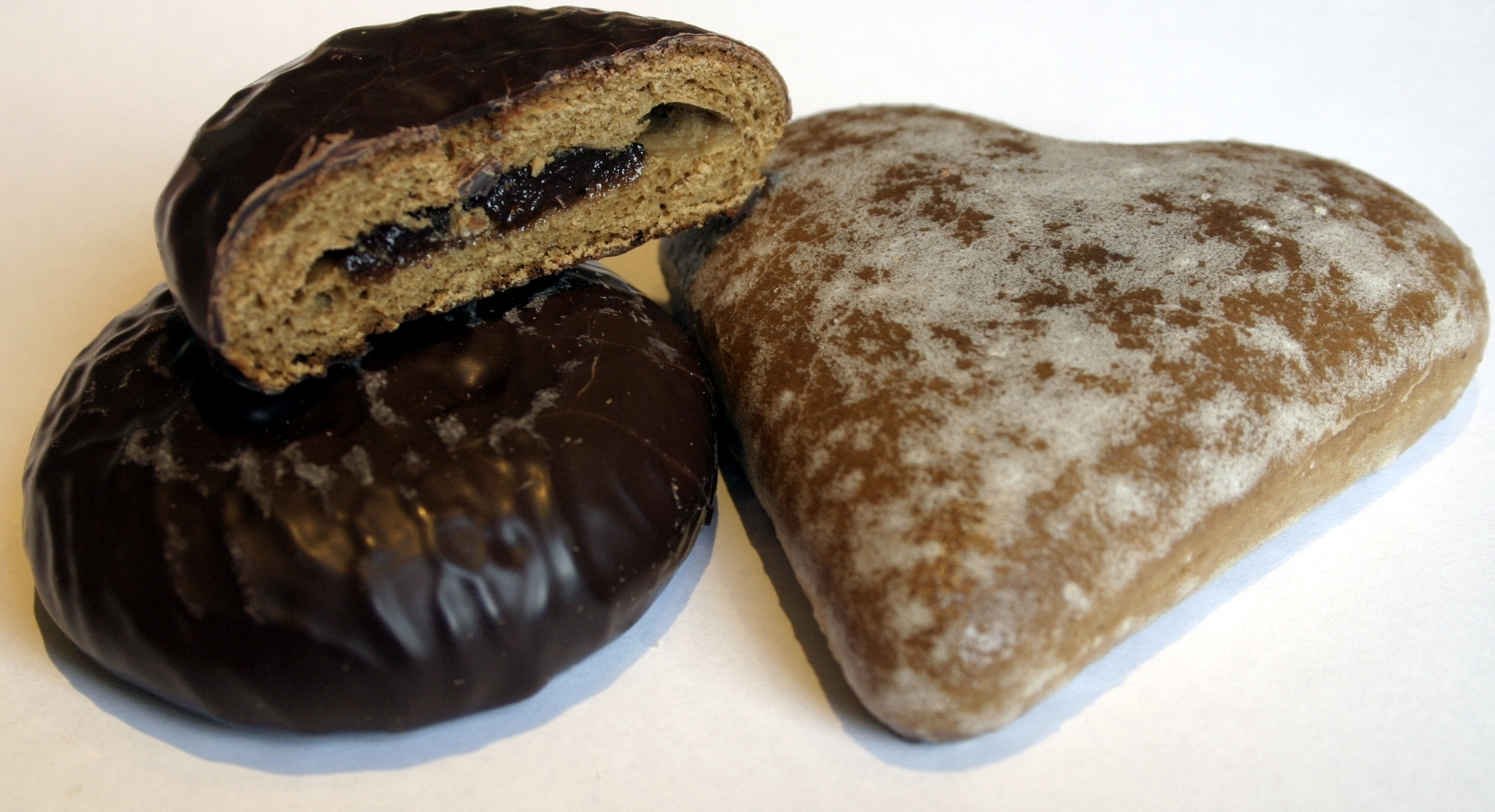
Pain d'épices traditionnel de Toruń

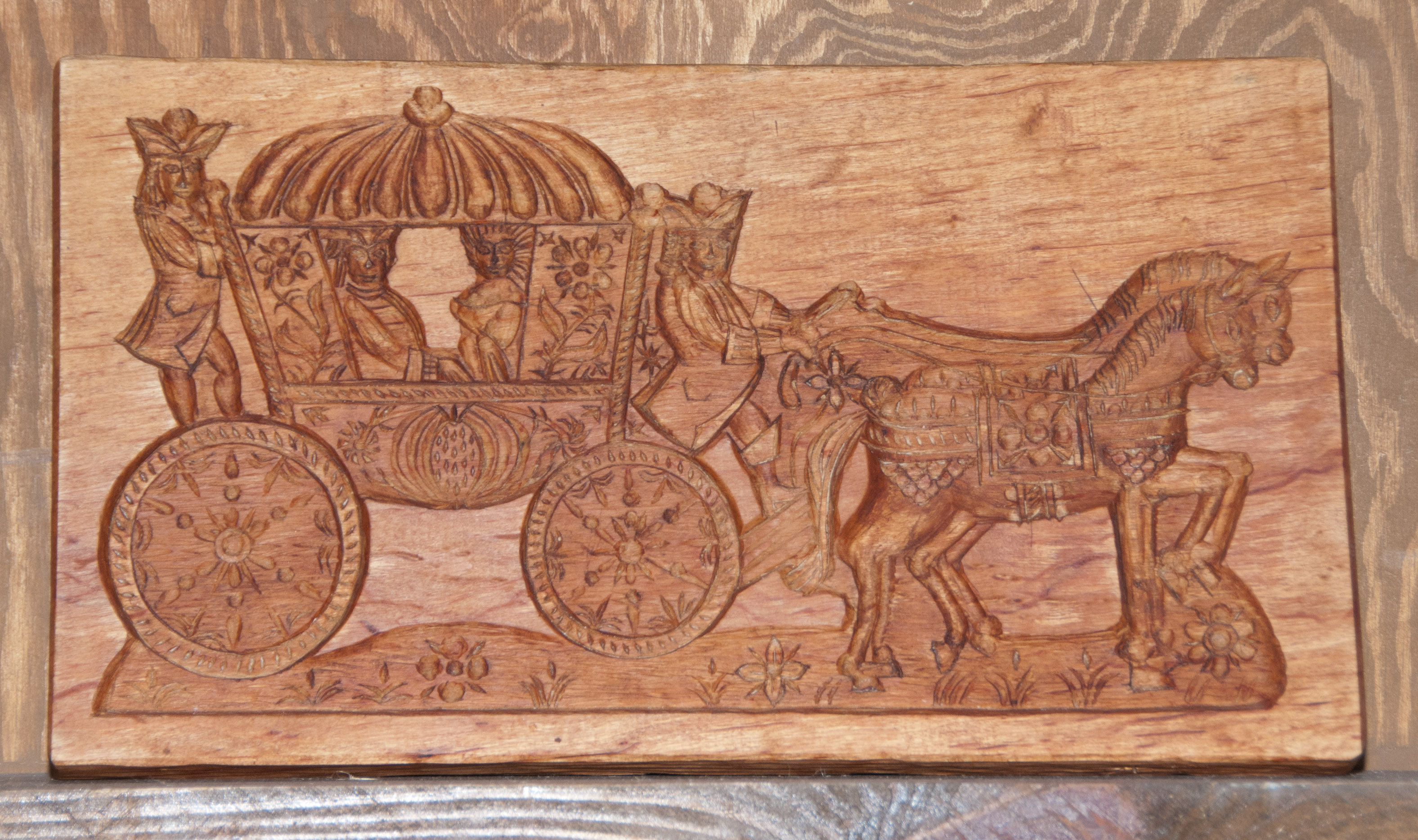
Forme traditionnelle pour presser le pain d'épices de Toruń

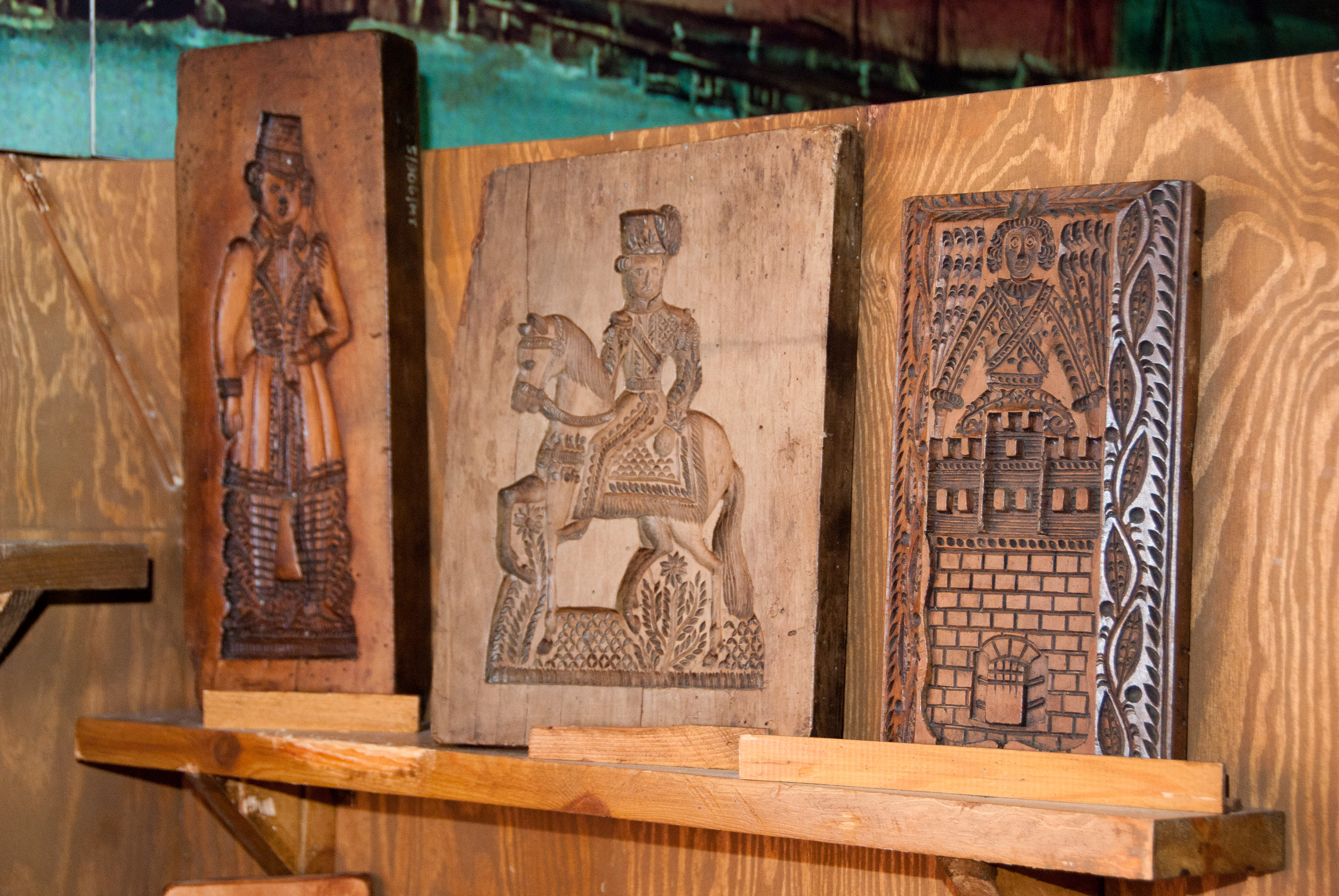
Formes traditionnelles pour presser le pain d'épices de Toruń

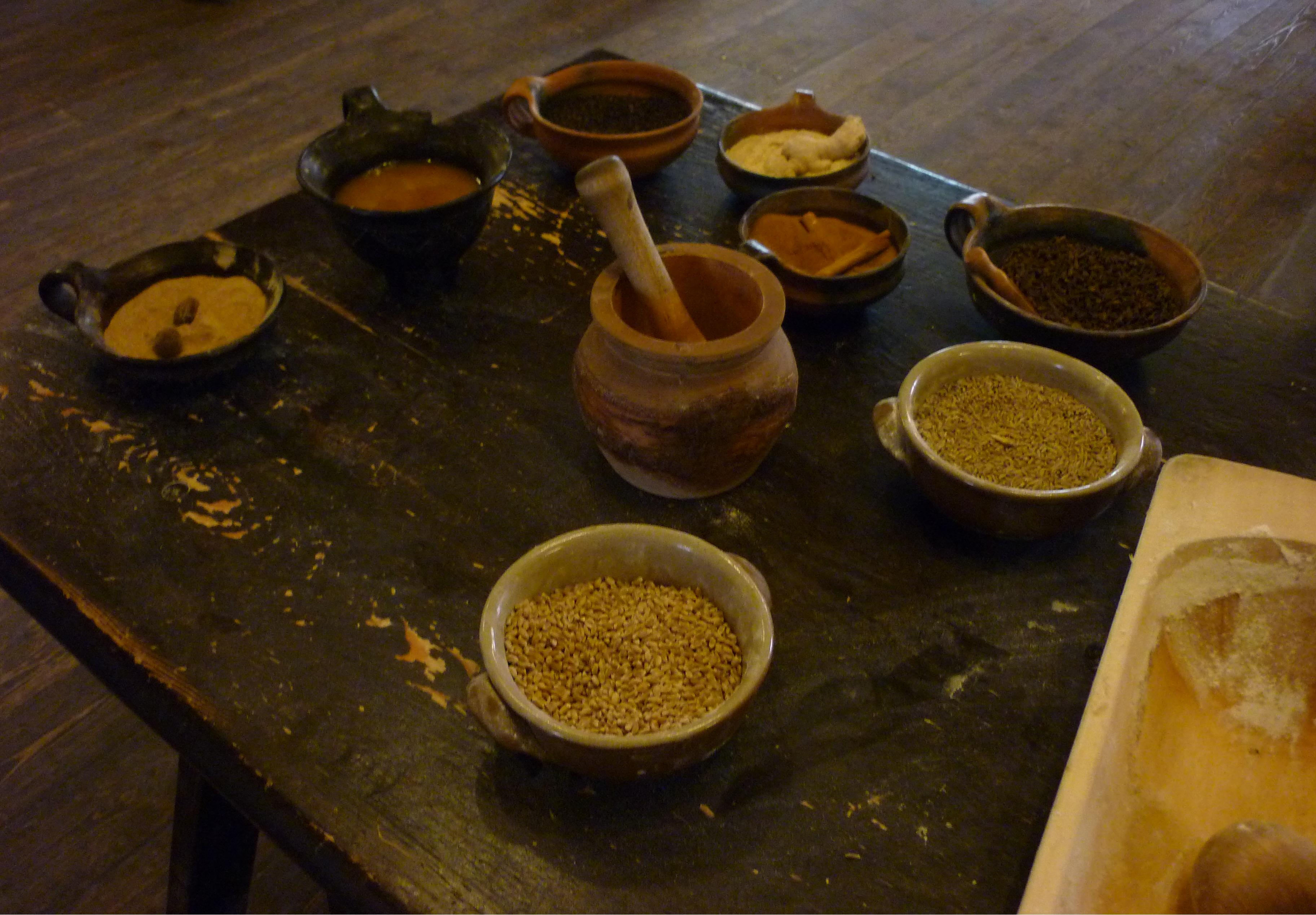
Plats et épices traditionnels pour la fabrication du pain d'épices au Musée du pain d'épices de Toruń

Le pain d'épices de Toruń (en polonais, Pierniki toruńskie) est une spécialité traditionnelle de la ville de Toruń, en Pologne. Il s'agit d'une pâtisserie emblématique, élaborée à partir de farine, de miel et d'épices orientales telles que la cannelle, le gingembre, le clou de girofle ou la cardamome. Ce pain d'épices, réputé pour sa richesse aromatique et sa texture moelleuse, fait partie intégrante du patrimoine culinaire polonais depuis le Moyen Âge.

## Histoire
Le précurseur du pain d'épices de Toruń était le miodownik, un gâteau traditionnel sucré au miel. Le miel utilisé dans sa préparation provenait des ruchers situés dans les environs de Toruń. La farine était acheminée depuis la région de Chełmno (ziemia chełmińska), tandis que les épices exotiques étaient importées de Gdańsk, d'Allemagne, ainsi que de l'Inde, transitant par la mer Noire et la ville de Lviv. Les pains d'épices étaient autrefois cuits sous deux formes : salés et sucrés. Les versions salées étaient servies en accompagnement de boissons alcoolisées, tandis que les sucrées étaient consommées comme dessert. Grâce à leur longue durée de conservation, les pains d'épices servaient également de rations pour les soldats, souvent sous forme de biscuits secs. La demande pour ces pâtisseries atteignait son apogée pendant la période de Noël. Les types de pain d'épices les plus emblématiques sont les katarzynki, reconnaissable à sa forme unique composée de six médaillons ronds accolés.
La première mention documentée du pain d'épices de Toruń remonte à l’année 1380. Au XVe siècle, la production artisanale de pain d'épices connut un essor significatif en Pologne, Toruń s’imposant rapidement comme le centre le plus renommé de cette activité. La réputation des pains d'épices de Toruń fut consacrée par un dicton populaire : « Il y a quatre meilleures choses en Pologne : le pain d'épices de Toruń, la vodka de Gdańsk, les chaussures de Varsovie et les demoiselles de Cracovie. ». La fabrication de pains d'épices représentait une source importante de revenus pour le Conseil municipal de Toruń. En 1577, un privilège royal fut accordé aux maîtres pâtissiers de la ville, leur permettant de vendre leurs produits lors des foires royales. Les épices nécessaires à leur préparation étant coûteuses et souvent importées de lointaines contrées, les pains d'épices étaient alors considérés comme un produit de luxe,. Outre les artisans laïcs, certains ordres religieux s’adonnaient également à la production de pains d'épices pour leur propre usage.
Dans la Geografia Królestwa Polskiego (Géographie du Royaume de Pologne), publiée en 1768 par Anton Friedrich Büsching, le pain d'épices de Toruń est cité parmi les produits emblématiques de la ville, aux côtés des bonbons au sirop de navet, du savon et des saucisses. Cependant, au cours de la seconde moitié du XVIIIe siècle, le pain d'épices commença à être perçu comme une spécialité démodée. Cette évolution reflétait le changement des goûts culinaires de l’époque, fortement influencés par la cuisine française, qui valorisait la délicatesse des saveurs et le raffinement des plats, au détriment des mets traditionnels plus intenses et épicés.
Au fil du temps, les pains d'épices ont également été confectionnés à des fins médicinales et esthétiques. En raison de la présence d'épices fortes dans leur composition, ils étaient vendus, dès le XVIIe siècle, comme remède stimulant la digestion,. Cette croyance en leurs vertus médicinales perdura jusqu’aux années 1930.
Les pains d'épices figuratifs (également appelés décoratifs ou historiques), destinés principalement à des fins esthétiques et ornementales, étaient probablement fabriqués à partir d'une pâte dure, dépourvue d’agents levants. Bien qu’ils n’aient pas été destinés à la consommation, des témoignages attestent que ces pains d'épices étaient parfois mangés. Cela amena les autorités municipales d’Elbląg et de Varsovie à interdire la peinture et la dorure des pains d'épices de Toruń, en raison de leurs effets néfastes sur la santé. En raison de leur nature éphémère, seuls des spécimens datant d’après les années 1920 ont été conservés. L’apparence des pains d’épices décoratifs des XVIIe, XVIIIe et XIXe siècles est néanmoins connue grâce aux moules traditionnels utilisés par les pâtissiers et à des photographies anciennes. Les motifs représentés incluaient des personnages en habits royaux, des soldats prussiens ou napoléoniens, des inventions modernes (telles que le chemin de fer), des figures religieuses, des scènes humoristiques, ainsi que divers animaux.

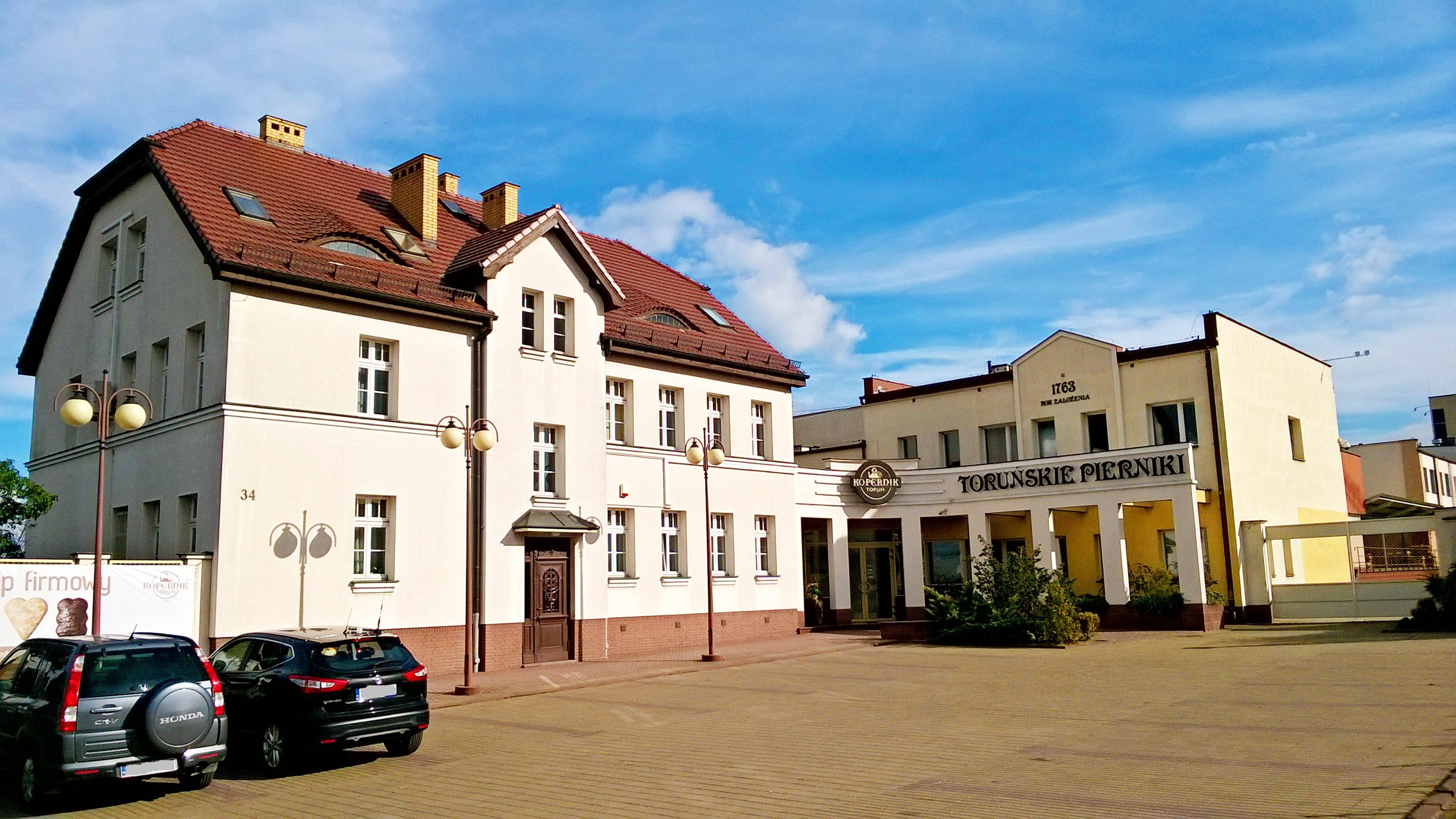
Confiserie « Kopernik » à Mokre, Toruń

Au XIXe siècle, les premières usines de confiserie furent créées, produisant du pain d'épices ainsi que d’autres douceurs. Toruń devint le principal centre de production industrielle de pain d'épices sur le territoire polonais. À la fin du XIXe et au début du XXe siècle, trois usines fabriquaient les fameux pains d'épices de Toruń : celle de Gustav Weese, fondée en 1751, celle de Hermann Thomas, créée en 1857, et celle de Jan Ruchniewicz, établie en 1907,. À partir de 1885, l’usine de Gustav Weese était située rue Strumykowa, avant de déménager dans le quartier Mokre, au croisement de la rue Żółkiewskiego et de la route de Lubicz (Szosa Lubicka),,.
Pendant la période de l’entre-deux-guerres, les usines de Weese et de Ruchniewicz continuaient leur activité. Par ailleurs, plusieurs petits ateliers existaient également à Toruń à cette époque. Après 1945, l’usine de Weese fut nationalisée et poursuivit sa production sous le nom de Fabryka Cukiernicza „Kopernik” (Usine de Confiserie « Copernic »). Les autres établissements furent fermés. Durant la République populaire de Pologne, la production du pain d’épices de Toruń fut exclusivement assurée par la Fabryka Cukiernicza „Kopernik”. Après 1989, plusieurs petites boulangeries spécialisées dans la fabrication de pain d’épices furent ouvertes à Toruń.

## Rôle du pain d'épices dans la promotion de Toruń

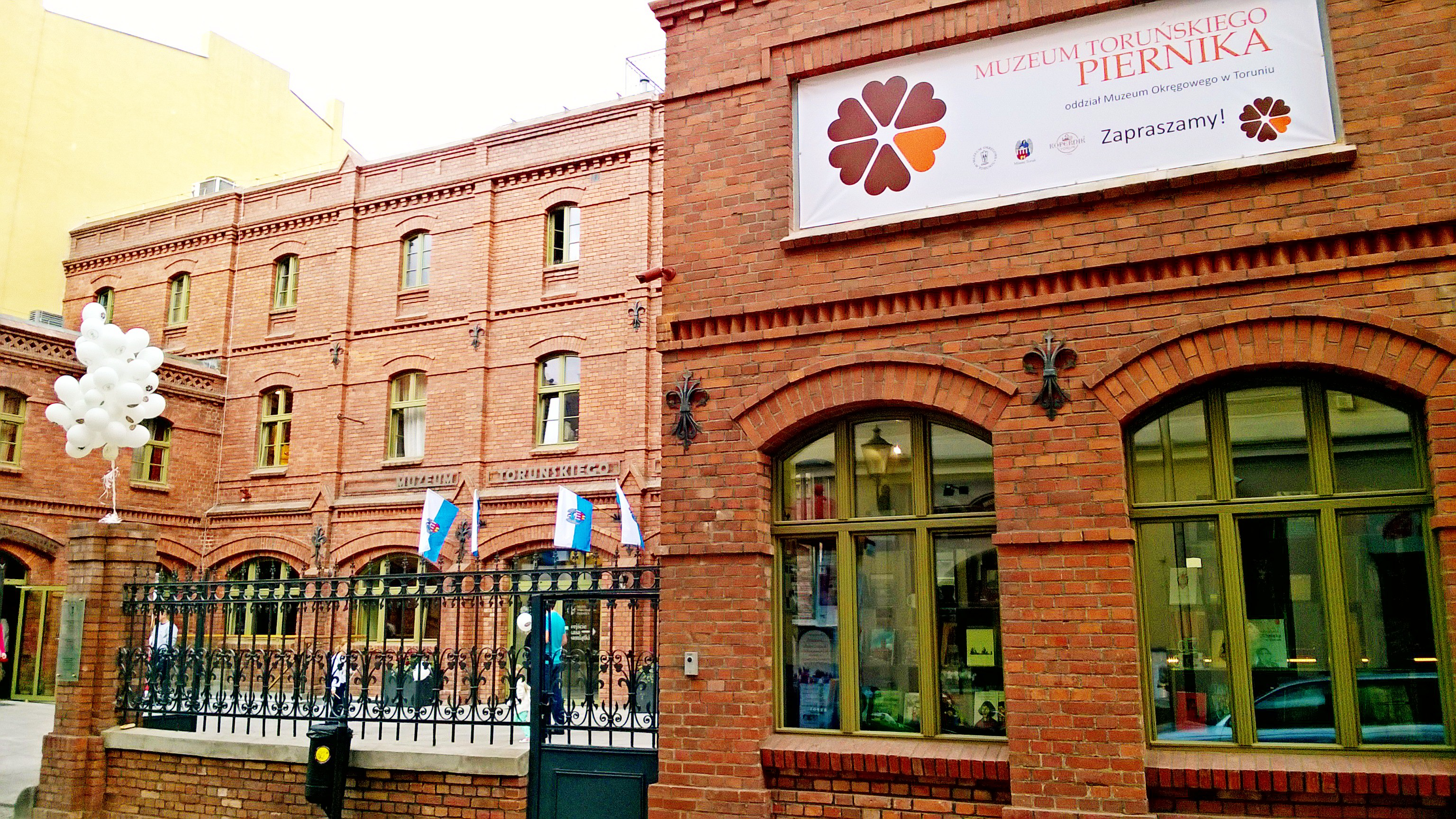
Le siège du Musée du pain d'épices de Toruń

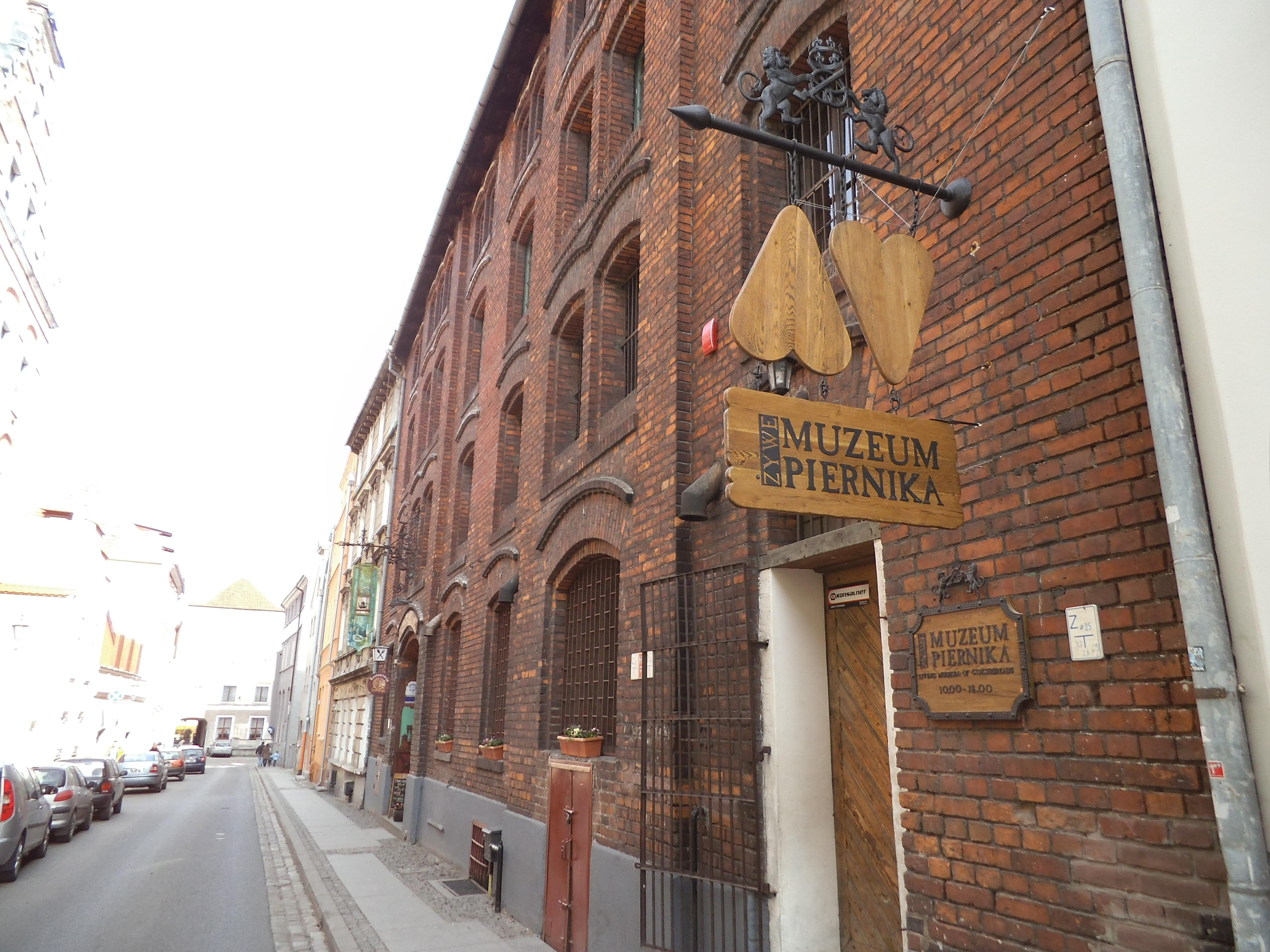
Le siège du Musée vivant du pain d'épices à Toruń

Les pains d’épices de Toruń (pierniki toruńskie) sont considérés comme l’un des symboles emblématiques de la ville. L’un des slogans publicitaires utilisés pour promouvoir Toruń au niveau national est « La ville du pain d’épices » (Piernikowe miasto).
Les katarzynki ainsi que les pains d’épices décoratifs jouissent d’une grande popularité. Dans l’Association des Musées Européens du Pain d’Épices, fondée en 2011 et regroupant des musées de Pologne, de République tchèque, d’Allemagne et de Slovénie, la Pologne est représentée par le Musée Vivant du Pain d’Épices, Żywe Muzeum Piernika, (fondé en 2006), qui œuvre à la promotion de l’histoire des pains d’épices de Toruń. L’activité muséale dans ce domaine est également menée par le Musée Régional de Toruń, Muzeum Okręgowe w Tourniu, dont l’un des départements est le Musée du Pain d’Épices de Toruń, Muzeum Toruńskiego Piernika. Ce dernier est installé dans l’ancienne usine de Gustav Weese, située rue Strumykowa. Une exposition permanente intitulée „Świat toruńskiego piernika” (« Le Monde du Pain d’Épices de Toruń ») se trouve aussi dans la Maison de Copernic à Toruń, un autre département du Musée Régional.
Entre 2002 et 2020, à la fin du mois d’août ou au début de septembre, Święto Piernika (la Fête du Pain d’Épices) se tenait à Toruń, dont le thème principal est consacré aux pains d’épices de Toruń,. Cet événement avait été organisé pour la première fois durant l’entre-deux-guerres, mais il fut suspendu pendant la période de la République populaire de Pologne. Le festival a été relancé en 2002, à l’initiative de la rédaction locale de Gazeta Wyborcza à Toruń.
En raison de leur popularité, les pains d’épices sont considérés comme l’un des souvenirs ou cadeaux les plus courants offerts à Toruń. Ils ont été offerts notamment aux rois de Pologne ainsi qu’au pape Jean-Paul II. Frédéric Chopin lui-même exprimait son admiration pour ces pains d’épices dans une lettre datant des années 1820.

## Légendes sur le pain d'épices de Toruń
Les pains d’épices de Toruń sont un thème populaire des légendes locales. Ces récits populaires racontent principalement la création des pains d’épices eux-mêmes, l’origine des katarzynki, ou combinent les deux motifs dans une même histoire. L’histoire de la création des pains d’épices est illustrée notamment par la légende de l’apprenti Mikołaj, qui, lors de la cuisson du pain, oublia par inadvertance d’ajouter de l’eau, utilisant à la place du miel provenant d’un pot placé à proximité. Ainsi, l’apprenti prépara une pâte sombre au goût sucré, ce qui provoqua le mécontentement de son maître, le contraignant à vendre toute la pâte sucrée. L’apprenti confectionna alors des douceurs en forme d’animaux et d’autres figures, qui séduisirent les habitants de Toruń.
Dans une autre histoire, les pains d’épices de Toruń auraient été cuits par Gottlieb (également connu sous le nom d’Hermann). Il aurait voyagé en Suisse grâce à des bottes de sept lieues, où il aurait appris l’art de la boulangerie. Ensuite, l’apprenti aurait reçu la recette des pains d’épices de la part d’elfes, avant de revenir à Toruń pour se consacrer à la fabrication des biscuits.
Un ensemble distinct de légendes est consacré à l’origine des katarzynki. Selon l’une d’elles, leur créatrice aurait été une jeune fille prénommée Kasia — diminutif de Katarzyna — fille d’un boulanger de Toruń. Après que son père, gravement malade, ne put plus exercer son métier, Kasia reprit le fournil et poursuivit la fabrication de pains d’épices. Ne disposant pas de moules appropriés, elle découpa des médaillons ronds à l’aide d’une tasse en étain. Pendant la cuisson, les formes rondes se soudèrent entre elles pour ne former qu’un seul biscuit. Ces pains d’épices, au format inédit, furent baptisés katarzynki. Cette histoire connaît plusieurs variantes, mentionnant par exemple le nom du père (Bartłomiej Migdał), l’emplacement de la boulangerie (comme Piekarskie Góry — un ancien quartier de Toruń dont le nom signifie littéralement « les Collines des Boulangers », le toponyme provient des fours à pain qui appartenaient autrefois aux boulangers résidant dans la rue Piekary ; ou Trzeposz), ou encore l’apparition de personnages supplémentaires, tels que des lutins venus aider Kasia dans son travail.
Selon une autre légende, l’inventrice des pains d’épices aurait été une religieuse nommée Katarzyna, qui confectionnait des douceurs pour l’ordre Teutonique, alors chargé de la protection des bénédictines. Le récit met également l’accent sur la forme inhabituelle des biscuits, qui furent nommés katarzynki en l’honneur de la religieuse. Une version dérivée de cette légende raconte que les bénédictines, négligées par les chevaliers teutoniques, durent subvenir à leurs besoins grâce à la vente des katarzynki, qui jouissaient d’une grande popularité en Europe. Il existe également des récits hybrides mêlant les motifs de la fille du meunier et des religieuses. Dans cette version, Kasia, fille d’un meunier, fut chassée de chez elle après la mort de son père. Elle entra alors dans les ordres et commença à confectionner des pains d’épices, qui sauvèrent les habitants de Toruń de la famine. Les variantes divergent également sur les détails : selon certaines, la jeune Kasia fut expulsée par sa belle-mère seule, ou par celle-ci et son nouveau mari ; dans d’autres, elle entra dans un couvent bénédictin, tandis que dans d’autres encore, il s’agissait d’un monastère cistercien.
Une autre légende raconte l’histoire de Bogumił, un apprenti travaillant dans la boulangerie de Bartłomiej. Épris de la fille du boulanger, Katarzyna, il se heurta au refus du père, qui s’opposait à leur mariage. Un jour, Bogumił aurait sauvé la reine des abeilles de la noyade. En guise de remerciement, celle-ci lui remit une recette secrète de pain d’épices. Bogumił utilisa cette recette à l’occasion d’une visite inopinée du roi. Il confectionna deux cœurs en pâte, qu’il plaça face à face et relia à l’aide de deux anneaux symbolisant les alliances. Lors de la cuisson, les cœurs et les anneaux se soudèrent, formant une forme inédite. Le roi, impressionné par la création de Bogumił, lui décerna le titre de maître pâtissier et demanda à Bartłomiej de consentir au mariage de sa fille avec l’apprenti. Le roi aurait également prié les boulangers de nommer ces biscuits en forme unique du nom de katarzynki,, en l’honneur de la jeune Katarzyna.